# Kriegerdenkmal Dähre (Weltkriege)
Das Kriegerdenkmal Dähre ist ein denkmalgeschütztes Kriegerdenkmal in der Gemeinde Dähre in Sachsen-Anhalt. Im örtlichen Denkmalverzeichnis ist das Kriegerdenkmal unter der Erfassungsnummer 094 25390 als Kleindenkmal verzeichnet.

## Allgemeines
Das Kriegerdenkmal Dähre für die Gefallenen des Ersten Weltkriegs und des Zweiten Weltkriegs befindet sich südlich der Kirche St. Andreas auf dem Friedhofsgelände. Es handelt sich auf eine aus Ziegelsteinen gemauerte Gedenkmauer mit eingelassenen Gedenktafeln an der Vorder- und Rückseite auf einem Sockel aus Feldsteinen. Die Gedenktafeln enthalten die Namen der Gefallenen aus den Ortschaften Deutsch-Horst, Dülseberg, Eickhorst, Ellenberg, Hohendolsleben, Kleistau, Kortenbeck, Rustenbeck, Siedendolsleben, Wiersdorf und Winkelstedt. Die Inschriften wurden 2017 durch eine Spezialbehandlung zum Teil wieder sichtbar gemacht und mit den Kriegerdenkmalen in den einzelnen Orten abgeglichen. Verziert ist das Kriegerdenkmal an der Vorderfront mit einem großen Kreuz und an den Seiten mit einem Relief eines trauernden Soldaten und einer trauernden Frau.
Im Kreisarchiv des Altmarkkreises Salzwedel ist die Ehrenliste der Gefallenen des Ersten Weltkriegs erhalten geblieben. Die Gedenktafel für die Gefallenen der Befreiungskriege von 1813–1815, die laut preußischer Anordnung in jedem Ort geschaffen werden musste, ist nicht mehr vorhanden. In den Akten von 1816 sind im Landesarchiv Sachsen-Anhalt die Listen der Gefallenen aber noch erhalten geblieben.
Unweit südlich des Kriegerdenkmals für die Gefallenen der beiden Weltkriege befindet sich an der Kreuzung Bauernstraße und Friedensstraße ein weiteres Kriegerdenkmal.

## Inschrift
Vorder- und Rückseite
Seiten 